# Ekadaśi
Ekadaśi – jedenasty dzień (tithi) miesiąca księżycowego hinduistycznego zreformowanego kalendarza ery Wikrama (samwatsara).

## Charakterystyka astronomiczna
Ten tithi przypada na pięć dni przed pełnią (purnima).

## Charakterystyka astrologiczna
Występuje ukierunkowanie na aktywności religijne i dążenie do osiągnięcia niebios, które w ten dzień są szczególnie przyjazne.

## Charakterystyka kultowa
Patronem tego titthi jest Wisznu.
Tradycja nakazuje zachować tego dnia post. Często również i noc spędza się w grupie, na czynnościach kultowych lub dewocyjnych.

## Tabela roczna
| Ekadaśi              | Miesiąc wedyjski          | Miesiąc  |
| -------------------- | ------------------------- | -------- |
| Saphala Ekadashi     | Pausha Krishna Paksh      | XII-I    |
| Putrada Ekadashi     | Pausha Shukla Paksh       | XII-I    |
| Sat Tila Ekadashi    | Magha Krishna Paksh       | I-II     |
| Bhaimi Ekadashi      | Magha Shukla Paksh        | I-II     |
| Vaikunta Ekadasi     | Phalgun Krishna Paksh     | II-III   |
| Amalaki Ekadashi     | Phalgun Shukla Paksh      | II-III   |
| Papamochani Ekadashi | Chaitra Krishna Paksh     | III-IV   |
| Kamada Ekadashi      | Chaitra Shukla Paksh      | III-IV   |
| Varuthini Ekadashi   | Vaisakh Krishna Paksh     | IV-V     |
| Mohini Ekadashi      | Vaisakh Shukla Paksh      | IV-V     |
| Apara Ekadashi       | Jyeshtha Krishna Paksh    | V-VI     |
| Pandava Ekadashi     | Jyeshtha Shukla Paksh     | V-VI     |
| Yogini Ekadashi      | Ashaad Krishna Paksh      | VI-VII   |
| Shayani Ekadashi     | Ashaad Shukla Paksh       | VI-VII   |
| Kamika Ekadashi      | Shravan Krishna Paksh     | VII-VIII |
| Pavitropana Ekadashi | Shravan Shukla Paksh      | VII-VIII |
| Ananda Ekadashi      | Bhadrapad Krishna Paksh   | VIII-IX  |
| Parsva Ekadashi      | Bhadrapad Shukla Paksh    | VIII-IX  |
| Indira Ekadashi      | Ashwin Krishna Paksh      | IX-X     |
| Padmini Ekadashi     | Purushottam Shukla Paksh  | –        |
| Parama Ekadashi      | Purushottam Krishna Paksh | –        |
| Pasankusha Ekadashi  | Ashwin Shukla Paksh       | IX-X     |
| Rama Ekadashi        | Kartik Krishna Paksh      | X-XI     |
| Utthana Ekadashi     | Kartik Shukla Paksh       | X-XI     |
| Utpanna Ekadashi     | Margasirsha Krishna Paksh | XI-XII   |
| Mokshada Ekadashi    | Margasirsha Shukla Paksh  | XI-XII   |